# Acoramidis
Acoramidis ist ein Arzneistoff aus der Gruppe der Transthyretin-Stabilisatoren. Er wurde im November 2024 für den US-Markt und im Februar 2025 für den EWR zugelassen zur Behandlung der Transthyretin-Amyloidose mit Kardiomyopathie (ATTR-CM).
Die Verabreichung erfolgt oral (Einnahme). Acoramidis ist nach Tafamidis ein weiterer Wirkstoff aus der Gruppe der Transthyretin-Stabilisatoren.

## Anwendungsgebiet
Das zugelassene Anwendungsgebiet ist die Behandlung der Kardiomyopathie bei Wildtyp- oder Varianten-Transthyretin-vermittelten Amyloidose (wtATTR-Amyloidose und ATTRv-Amyloidose) bei Erwachsenen zur Verringerung des kardiovaskulären Todes und eines kardiovaskulär bedingten Krankenhausaufenthalts.
Die Transthyretin-Amyloid-Kardiomyopathie (ATTR-CM) ist gekennzeichnet durch eine Instabilität des Transthyretins (TTR), eines tetramerischen Transportproteins, das in seine Monomere dissoziert, die sich anschließend als Amyloidfibrillen im Myokard ablagern. Dadurch kommt es zu einer fortschreitenden Funktionsstörung des Herzens, die tödlich verläuft. Die Erkrankung ist selten, Acoramidis wurde als Orphan-Arzneimittel zugelassen.
Die Wirksamkeit von Acoramidis wurde in einer multizentrischen, randomisierten, doppelblinden, placebokontrollierten Studie (ATTRibute-CM) mit 611 erwachsenen Patienten mit Wildtyp- oder Varianten-ATTR-CM gezeigt. Der primäre zusammengesetzte Endpunkt umfasste die Gesamtmortalität und die kumulative Häufigkeit kardiovaskulärer Krankenhausaufenthalte über einen Zeitraum von 30 Monaten. Weitere Endpunkte waren Veränderungen im 6-Minuten-Gehtest, Einfluss auf die Lebensqualität (KCCQ-Score) und der Serum-TTR-Spiegel.
Es überlebten mehr Patienten unter der Therapie mit Acoramidis (81 %) im Vergleich zu Placebo (74 %). Es gab weniger Krankenhausaufenthalte im Zusammenhang mit Herzproblemen bei Patienten, die Acoramidis nahmen (im Mittel 0,3 pro Jahr) im Vergleich zur Placebogruppe (im Mittel 0,6 pro Jahr).

## Wirkungsmechanismus
Transthyretin (TTR) ist ein Serumprotein, das als Tetramer vorliegt und dessen biologische Bedeutung im Transport von Thyroxin und durch Komplexbildung mit Retinol-bindendem Protein auch von Retinol liegt.
Acoramidis stabilisiert selektiv das TTR, indem es an dessen Thyroxin-Bindestelle bindet und die Dissoziation der Tetramer-Form in die Monomere verlangsamt. Dadurch verringert sich die Ablagerung von Amyloiden und bessert sich das Symptombild der Erkrankung. Die Stabilisierung wurde in vitro mit über 90 % ermittelt und war größer als die für Tafamidis gemessene.

## Unerwünschte Wirkungen
Als häufigere Nebenwirkungen wurden gastrointestinale Beschwerden wie Durchfall und Oberbauchschmerzen beobachtet. Es kam zu einem Anstieg des Serumkreatinins.

## Handelsnamen
Attruby (USA), Beyonttra (EU)
Hersteller ist BridgeBio.

## Sonstiges
Pharmazeutisch wird der Wirkstoff als Acoramidishydrochlorid eingesetzt. Dies ist ein weißer bis bräunlicher Feststoff, der im Wässrigen löslich ist (≥ 12 µg/ml bei pH-Werten von 1,2 bis 6,8).
Für Europa wurde die Zulassung im Februar 2025 erteilt (Handelsname: Beyonttra). Die Vermarktungsrechte erwarb Bayer.